# Stand Up (álbum de Jethro Tull)
Stand Up es el segundo álbum de la banda de rock Jethro Tull, que fue grabado y lanzado en 1969. Antes de la grabación del mismo, el guitarrista Mick Abrahams había abandonado la banda (Abrahams deseaba seguir haciendo blues-rock, pero Ian Anderson quería hacer que evolucionase el sonido de la banda), y fue reemplazado por Martin Barre. Con el control absoluto de la banda por parte de Anderson por primera vez, este agregará elementos del folk celta y de música clásica.
El álbum llegó al primer puesto en las listas británicas y en él se incluyen algunos de los temas más famosos del grupo, como "Bourée" y "Fat Man". En 1969 el grupo lanzó un videoclip de la canción "Bourée".

## Puesto en las listas de éxitos
- Puesto en las listas de EE. UU.: 20.
- Puesto en las listas de UK: 1.

## Lista de temas
| #   | Título                             | Autor                                  | Interpretaciones | Tiempo |
| --- | ---------------------------------- | -------------------------------------- | ---------------- | ------ |
| 1.  | "A New Day Yesterday"              | (Ian Anderson)                         |                  | 4:10   |
| 2.  | "Jeffrey Goes to Leicester Square" | (Ian Anderson)                         |                  | 2:12   |
| 3.  | "Bourée"                           | (Johann Sebastian Bach / Ian Anderson) |                  | 3:46   |
| 4.  | "Back to the Family"               | (Ian Anderson)                         |                  | 3:48   |
| 5.  | "Look into the Sun"                | (Ian Anderson)                         |                  | 4:20   |
| 6.  | "Nothing Is Easy"                  | (Ian Anderson)                         |                  | 4:25   |
| 7.  | "Fat Man"                          | (Ian Anderson)                         |                  | 2:52   |
| 8.  | "We Used to Know"                  | (Ian Anderson)                         |                  | 3:59   |
| 9.  | "Reasons for Waiting"              | (Ian Anderson)                         |                  | 4:05   |
| 10. | "For a Thousand Mothers"           | (Ian Anderson)                         |                  | 4:13   |

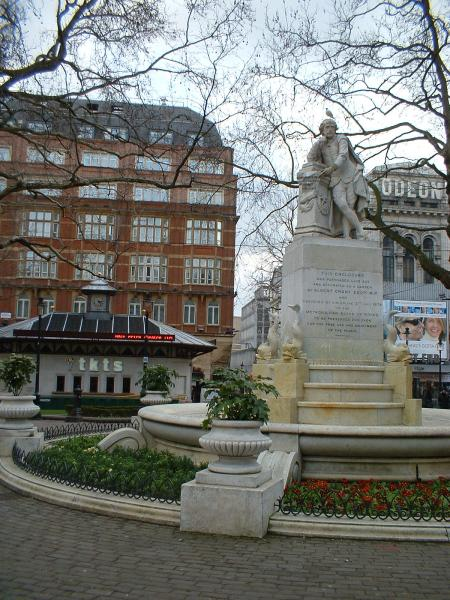
Leicester Square

Todas las canciones fueron escritas por Ian Anderson, excepto la "Bourée", que es una composición de Johann Sebastian Bach (perteneciente a la Suite en mi menor para laúd, BWV 996) con arreglos de Jethro Tull. La pieza de Bach, en sus transcripciones para guitarra, es una de las habituales en los estudios de ese instrumento.

## Intérpretes
- Ian Anderson: voz, flauta, guitarra acústica, órgano Hammond, piano, balalaika y armónica.
- Martin Barre: guitarra eléctrica y flauta.
- Glenn Cornick: bajo.
- Clive Bunker: batería y percusión.
- Arreglos de cuerdas y dirección por David Palmer.

## Versiones de temas deStand Up

### Versiones de "A New Day Yesterday"
| Año    | Título                                              | Autor          | Interpretaciones | Tiempo | Álbum (CD) / EP / Single de referencia                                 |
| ------ | --------------------------------------------------- | -------------- | ---------------- | ------ | ---------------------------------------------------------------------- |
| 1969   | "A New Day Yesterday"                               | (Ian Anderson) |                  | 4:10   | Stand Up                                                               |
| • 1969 | "A New Day Yesterday" (grabado en vivo para la BBC) | (Ian Anderson) |                  | 4:19   | 20 Years of Jethro Tull (CD 1)                                         |
| • 1978 | "A New Day Yesterday" (en vivo)                     | (Ian Anderson) |                  | 3:07   | Bursting Out                                                           |
| • 1991 | "A New Day Yesterday" (en vivo)                     | (Ian Anderson) |                  | 5:45   | In Concert                                                             |
| • 1992 | "A New Day Yesterday" (en vivo)                     | (Ian Anderson) |                  | 7:33   | A Little Light Music                                                   |
| • 1992 | "A New Day Yesterday" (en vivo)                     | (Ian Anderson) |                  | 8:01   | The Beacons Bottom Tapes / The 25th Anniversary Boxed Set (Disco Tres) |
| • 1999 | "A New Day Yesterday" (en vivo)                     | (Ian Anderson) |                  | 4:08   | Live at the House of Blues                                             |

### Versiones de "Jeffrey Goes to Leicester Square"
| Año    | Título                                       | Autor          | Interpretaciones | Tiempo | Álbum (CD) / EP / Single de referencia |
| ------ | -------------------------------------------- | -------------- | ---------------- | ------ | -------------------------------------- |
| 1969   | "Jeffrey Goes to Leicester Square"           | (Ian Anderson) |                  | 2:12   | Stand Up                               |
| • 1999 | "Jeffrey Goes to Leicester Square" (en vivo) | (Ian Anderson) |                  | 2:12   | Live at the House of Blues             |

### Versiones de "Bourée"
| Año            | Título                                                                 | Autor                                  | Interpretaciones | Tiempo | Álbum (CD) / EP / Single de referencia                                 |
| -------------- | ---------------------------------------------------------------------- | -------------------------------------- | ---------------- | ------ | ---------------------------------------------------------------------- |
| 1969           | "Bourée"                                                               | (Johann Sebastian Bach / Ian Anderson) |                  | 3:46   | Stand Up / Living in the Past                                          |
| • ¿1968/ 1969? | Bourée" (grabado en vivo para la BBC)                                  | (Johann Sebastian Bach / Ian Anderson) |                  | 4:04   | 20 Years of Jethro Tull (CD 1)                                         |
| • 1970         | "Bourée" (en vivo)                                                     | (Johann Sebastian Bach / Ian Anderson) |                  | 4:34   | Nothing Is Easy: Live at the Isle of Wight 1970                        |
| • 1978         | "Flute Improvisation / God Rest Ye Merry Gentlemen / Bourée" (en vivo) | (Johann Sebastian Bach / Ian Anderson) |                  | 5:41   | Bursting Out                                                           |
| • 1985         | "Bourée" (versión orquestal)                                           | (Johann Sebastian Bach / Ian Anderson) |                  | 3:10   | A Classic Case                                                         |
| • 1992         | "Bourée" (en vivo)                                                     | (Ian Anderson)                         |                  | 6:06   | A Little Light Music                                                   |
| • 1992         | "Bourée" (en vivo)                                                     | (Johann Sebastian Bach / Ian Anderson) |                  | 3:32   | The Beacons Bottom Tapes / The 25th Anniversary Boxed Set (Disco Tres) |
| • 1999         | "Bourée" (en vivo)                                                     | (Johann Sebastian Bach / Ian Anderson) |                  | 9:01   | Live at the House of Blues                                             |
| • 2003         | "Bourée" (instrumental)                                                | (Johann Sebastian Bach / Ian Anderson) |                  | 4:25   | The Jethro Tull Christmas Album                                        |
| • 2003         | "Bourée" (en vivo)                                                     | (Johann Sebastian Bach / Ian Anderson) |                  | 4:57   | Live at Montreux 2003                                                  |
| • 2004         | "Bourée" (en vivo, orquestal)                                          | (Johann Sebastian Bach / Ian Anderson) |                  | 5:17   | Ian Anderson Plays the Orchestral Jethro Tull                          |

### Versiones de "Back to the Family"
| Año    | Título                                                                     | Autor          | Interpretaciones | Tiempo | Álbum (CD) / EP / Single de referencia                      |
| ------ | -------------------------------------------------------------------------- | -------------- | ---------------- | ------ | ----------------------------------------------------------- |
| 1969   | "Back to the Family" (versión preliminar) (19 de enero de 1969, Estocolmo) | (Ian Anderson) |                  | 3:35   | The 25th Anniversary Boxed Set (Disco Cuatro: "Pot Pourri") |
| • 1969 | "Back to the Family" (versión definitiva)                                  | (Ian Anderson) |                  | 3:48   | Stand Up                                                    |

### Versiones de "Look into the Sun"
| Año    | Título                        | Autor          | Interpretaciones | Tiempo | Álbum (CD) / EP / Single de referencia |
| ------ | ----------------------------- | -------------- | ---------------- | ------ | -------------------------------------- |
| 1969   | "Look into the Sun"           | (Ian Anderson) |                  | 4:20   | Stand Up                               |
| • 1992 | "Look into the Sun" (en vivo) | (Ian Anderson) |                  | 3:45   | A Little Light Music                   |

### Versiones de "Nothing Is Easy"
| Año    | Título                                                 | Autor          | Interpretaciones | Tiempo | Álbum (CD) / EP / Single de referencia                            |
| ------ | ------------------------------------------------------ | -------------- | ---------------- | ------ | ----------------------------------------------------------------- |
| 1969   | "Nothing Is Easy"                                      | (Ian Anderson) |                  | 4:25   | Stand Up                                                          |
| • 1970 | "Nothing Is Easy" (en vivo)                            | (Ian Anderson) |                  | 5:36   | Nothing Is Easy: Live at the Isle of Wight 1970                   |
| • 1970 | "Nothing Is Easy"                                      | (Ian Anderson) |                  | 6:05   | The 25th Anniversary Boxed Set (Disco Dos: "Carnegie Hall, N.Y.") |
| • 1991 | "Nothing Is Easy" (10 de julio de 1991, Leysin, Suiza) | (Ian Anderson) |                  | 5:16   | The 25th Anniversary Boxed Set (Disco Cuatro: "Pot Pourri")       |
| • 1999 | "Nothing Is Easy" (en vivo)                            | (Ian Anderson) |                  | 5:34   | Live at the House of Blues                                        |
| • 2001 | "Nothing Is Easy" (en vivo)                            | (Ian Anderson) |                  | 5:16   | Living with the Past                                              |
| • 2003 | "Nothing Is Easy" (en vivo)                            | (Ian Anderson) |                  | 5:09   | Live at Montreux 2003                                             |
| • 2006 | "Nothing Is Easy" (en vivo)                            | (Ian Anderson) |                  | 5:11   | Extended Versions                                                 |

### Versiones de "Fat Man"
| Año            | Título                                  | Autor          | Interpretaciones | Tiempo | Álbum (CD) / EP / Single de referencia |
| -------------- | --------------------------------------- | -------------- | ---------------- | ------ | -------------------------------------- |
| 1969           | "Fat Man"                               | (Ian Anderson) |                  | 2:52   | Stand Up                               |
| • ¿1968/ 1969? | "Fat Man" (grabado en vivo para la BBC) | (Ian Anderson) |                  | 2:55   | 20 Years of Jethro Tull (CD 1)         |
| • 1999         | "Fat Man" (en vivo)                     | (Ian Anderson) |                  | 2:51   | Live at the House of Blues             |
| • 2001         | "Fat Man" (en vivo)                     | (Ian Anderson) |                  | 5:06   | Living with the Past                   |
| • 2003         | "Fat man" (en vivo)                     | (Ian Anderson) |                  | 5:25   | Live at Montreux 2003                  |
| • 2006         | "Fat man" (en vivo)                     | (Ian Anderson) |                  | 5:03   | Extended Versions                      |

### Versiones de "We Used to Know"
| Año    | Título                                               | Autor          | Interpretaciones | Tiempo | Álbum (CD) / EP / Single de referencia                            |
| ------ | ---------------------------------------------------- | -------------- | ---------------- | ------ | ----------------------------------------------------------------- |
| 1969   | "We Used to Know"                                    | (Ian Anderson) |                  | 3:59   | Stand Up                                                          |
| • 1970 | "We Used to Know / For a Thousand Mothers" (en vivo) | (Ian Anderson) |                  | 10:36  | Nothing Is Easy: Live at the Isle of Wight 1970                   |
| • 1970 | "We Used to Know"                                    | (Ian Anderson) |                  | 3:18   | The 25th Anniversary Boxed Set (Disco Dos: "Carnegie Hall, N.Y.") |

### Versiones de "Reasons for Waiting"
| Año    | Título                | Autor          | Interpretaciones | Tiempo | Álbum (CD) / EP / Single de referencia                            |
| ------ | --------------------- | -------------- | ---------------- | ------ | ----------------------------------------------------------------- |
| 1969   | "Reasons for Waiting" | (Ian Anderson) |                  | 4:05   | Stand Up                                                          |
| • 1970 | "Reasons for Waiting" | (Ian Anderson) |                  | 3:55   | The 25th Anniversary Boxed Set (Disco Dos: "Carnegie Hall, N.Y.") |

### Versiones de "For a Thousand Mothers"
| Año    | Título                                               | Autor          | Interpretaciones | Tiempo | Álbum (CD) / EP / Single de referencia                            |
| ------ | ---------------------------------------------------- | -------------- | ---------------- | ------ | ----------------------------------------------------------------- |
| 1969   | "For a Thousand Mothers"                             | (Ian Anderson) |                  | 4:13   | Stand Up                                                          |
| • 1970 | "We Used to Know / For a Thousand Mothers" (en vivo) | (Ian Anderson) |                  | 10:36  | Nothing Is Easy: Live at the Isle of Wight 1970                   |
| • 1970 | "For a Thousand Mothers"                             | (Ian Anderson) |                  | 4:47   | The 25th Anniversary Boxed Set (Disco Dos: "Carnegie Hall, N.Y.") |
| • 1999 | "For a Thousand Mothers" (en vivo)                   | (Ian Anderson) |                  | 4:13   | Live at the House of Blues                                        |

## Canciones de Jethro Tull lanzadas/grabadas en 1969
| Año            | Título                                                                              | Autor                                  | Interpretaciones | Tiempo | Álbum (CD) / EP / Single de referencia                        |
| -------------- | ----------------------------------------------------------------------------------- | -------------------------------------- | ---------------- | ------ | ------------------------------------------------------------- |
| 1969           | "To Be Sad Is a Mad Way to Be" (19 de enero de 1969, Estocolmo)                     | (Ian Anderson)                         |                  | 3:56   | The 25th Anniversary Boxed Set (Disco Cuatro: "Pot Pourri")   |
| 1969           | "A New Day Yesterday"                                                               | (Ian Anderson)                         |                  | 4:10   | Stand Up                                                      |
| • 1969         | "A New Day Yesterday" (grabado en vivo para la BBC)                                 | (Ian Anderson)                         |                  | 4:19   | 20 Years of Jethro Tull (CD 1)                                |
| 1969           | "Jeffrey Goes to Leicester Square"                                                  | (Ian Anderson)                         |                  | 2:12   | Stand Up                                                      |
| 1969           | "Bourée"                                                                            | (Johann Sebastian Bach / Ian Anderson) |                  | 3:46   | Stand Up / Living in the Past                                 |
| • ¿1968/ 1969? | Bourée" (grabado en vivo para la BBC)                                               | (Johann Sebastian Bach / Ian Anderson) |                  | 4:04   | 20 Years of Jethro Tull (CD 1)                                |
| 1969           | "Back to the Family" (versión previa a la oficial) (19 de enero de 1969, Estocolmo) | (Ian Anderson)                         |                  | 3:35   | The 25th Anniversary Boxed Set (Disco Cuatro: "Pot Pourri")   |
| 1969           | "Back to the Family" (versión oficial)                                              | (Ian Anderson)                         |                  | 3:48   | Stand Up                                                      |
| 1969           | "Look into the Sun"                                                                 | (Ian Anderson)                         |                  | 4:20   | Stand Up                                                      |
| 1969           | "Nothing Is Easy"                                                                   | (Ian Anderson)                         |                  | 4:25   | Stand Up                                                      |
| 1969           | "Fat Man"                                                                           | (Ian Anderson)                         |                  | 2:52   | Stand Up                                                      |
| • ¿1968/ 1969? | "Fat Man" (grabado en vivo para la BBC)                                             | (Ian Anderson)                         |                  | 2:55   | 20 Years of Jethro Tull (CD 1)                                |
| 1969           | "We Used to Know"                                                                   | (Ian Anderson)                         |                  | 3:59   | Stand Up                                                      |
| 1969           | "Reasons for Waiting"                                                               | (Ian Anderson)                         |                  | 4:05   | Stand Up                                                      |
| 1969           | "For a Thousand Mothers"                                                            | (Ian Anderson)                         |                  | 4:13   | Stand Up                                                      |
| 1969           | "Living in the Past"                                                                | (Ian Anderson)                         |                  | 3:20   | Living in the Past                                            |
| 1969           | "Driving Song"                                                                      | (Ian Anderson)                         |                  | 2:39   | Living in the Past                                            |
| 1969           | "Sweet Dream"                                                                       | (Ian Anderson)                         |                  | 4:02   | Living in the Past                                            |
| 1969           | "Singing All Day"                                                                   | (Ian Anderson)                         |                  | 3:57   | Benefit (versión con bonus tracks, 2001) / Living in the Past |
| 1969           | "Teacher"                                                                           | (Ian Anderson)                         |                  | 3:57   | Benefit / Living in the Past                                  |
| • 1969         | "Teacher" (Original UK Mix)                                                         | (Ian Anderson)                         |                  | 3:49   | Benefit (versión con bonus tracks, 2001)                      |
| 1969           | "Witch's Promise"                                                                   | (Ian Anderson)                         |                  | 3:57   | Benefit (versión con bonus tracks, 2001) / Living in the Past |